# Granitzbach (Kettenbach)
Der Granitzbach (tschechisch Mlýnecký potok, früher in Böhmen auch Lahrenbecherbach) ist ein linker Zufluss des Kettenbachs in Tschechien und Österreich.

## Verlauf
Der Granitzbach entspringt knapp drei Kilometer nordöstlich von Bad Leonfelden im Mühlviertel in Österreich. Seine Quelle befindet sich östlich der Ortslage Pötscher bei der Einschicht Zuckermantl im Leonfeldner Hochland an der Europäischen Hauptwasserscheide zwischen Elbe und Donau. An seinem Oberlauf fließt der Granitzbach mit nordöstlicher Richtung an Rading vorbei. Zwischen dem Fuchsbauerberg (809 m ü. A.) und dem Radvanovský vrch (808 m n.m.) erreicht der Bach bei der Radinger Schwedenschanze nach zwei Kilometern am südlichsten Punkt Tschechiens bei 48° 33′ 7″ N, 14° 19′ 59″ O die Grenze zu Tschechien.
Auf den folgenden fünf Kilometern bildet der Granitzbach/Mlýnecký potok den Grenzbach zwischen beiden Staaten. Beiderseits des stark mäandrierenden Baches liegen auf diesem Abschnitt die Wüstung Radvanov (Raifmaß) sowie Böhmdorf, die Graslmühle und Allhut.
Danach fließt der Mlýnecký potok auf böhmisches Gebiet, wo er früher Lahrenbecherbach genannt wurde, und durchfließt Mlýnec (Lahrenbecher). Der Unterlauf des Mlýnecký potok führt vorbei an der Wüstung Svatomírov (Zwarmetschlag) und der Ortschaft Dolní Drkolná (Unterschlagl). Nach elf Kilometern mündet der Mlýnecký potok zwei Kilometer östlich von Dolní Drkolná bzw. anderthalb Kilometer südöstlich der Wüstung Horní Drkolná (Oberschlagl) in die Větší Vltavice.
Der Bach fließt auf einer Länge von zwei Kilometern durch österreichisches und vier Kilometer durch tschechisches Gebiet, hinzu kommt der fünf Kilometer lange Abschnitt als Grenzbach. Der bedeutendste Zufluss ist die Bystrá.

## Zuflüsse
- Hraniční potok/Grenzbach (l), unterhalb von Rading in Tschechien
- Graslbach, auch Grasslbach (r), an der Graslmühle bei Böhmdorf
- Bystrá (l), in Mlýnec